# Horizon West
Horizon West – jednostka osadnicza w Stanach Zjednoczonych, w stanie Floryda, w hrabstwie Orange.